# Rudolf Jeřábek
Rudolf Jeřábek (* 31. Dezember 1956 in Wien; † 14. September 2023) war ein österreichischer Archivar und Direktor des Archivs der Republik Österreich.

## Leben
Rudolf Jeřábek studierte Geschichte und Kunstgeschichte an der Universität Wien. 1982 wurde er an der Universität Wien mit einer Dissertation über die Brussilow-Offensive im Ersten Weltkrieg promoviert. Jeřábek absolvierte zudem den 56. Ausbildungskurs am Institut für Österreichische Geschichtsforschung. Ab 1985 war er für das Österreichische Staatsarchiv tätig, zunächst im Allgemeinen Verwaltungsarchiv, danach ab 1985 im Archiv der Republik. Von 1988 bis 2020 war Jeřábek stellvertretender Leiter, von 2020 bis 2022 Leiter des Archivs der Republik. Jeřábek machte sich als Experte für militärhistorische Themen, als Bearbeiter der Edition der Ministerratsprotokolle der Ersten Republik und vor allem als exzellenter Kenner der Gabelsberger Stenografie einen Namen. Hofrat Rudolf Jeřábek starb nach längerer schwerer Erkrankung.
Jeřábek war ein Spezialist der Stenografie. Er wurde 2009 als Gerichtsgutachter beauftragt, komplexe Text des Bombenattentäters Franz Fuchs stenografisch zu untersuchen, um festzustellen, ob auch andere als Verfasser mit Fuchs aktiv waren.

## Schriften (Auswahl)
- Die Brussilowoffensive 1916. Ein Wendepunkt der Koalitionskriegführung der Mittelmächte. 2 Bände. Diss. Wien 1982.
- Potiorek. General im Schatten von Sarajevo. Styria, Graz/Wien 1991, ISBN 3-222-12067-6